# 浦部郁里
浦部 郁里（うらべ かおり、1987年1月6日 - ）は、千葉県流山市出身の女子競輪選手、鍼灸師。競輪選手としては日本競輪選手会千葉支部所属（一時期は福井支部所属）。日本競輪学校（当時。以下、競輪学校）第102期生。師匠は吉川和廣（67期）。

## 来歴
順天堂大学時代は陸上競技の短距離種目で活動していたが、同大学卒業後、女子競輪が復活するという話を受け、在住する松戸市の自転車競技連盟が実施している練習会に参加し、訓練を重ねる。
2011年2月25日、競輪学校入学試験に合格。競輪学校時代の在校競走成績は第22位（2勝）。
2012年5月1日、日本競輪選手会千葉支部所属の競輪選手として登録された。7月1日、平塚競輪場でデビューし6着。8月31日の同場で初勝利を挙げた。
2013年2月22日、松戸競輪場で初優勝。
2015年7月6日、トレーナーの関係で福井県に活動拠点を移し、福井支部に移籍。
2020年3月4日、鍼灸師の資格を得るため滋賀県に活動拠点を移し、登録地を滋賀県に変更（ただし滋賀県には支部がないため、福井支部所属は変わらずであった）。
2023年、2月に鍼灸師試験に合格したことから、6月を目途にデビュー当初所属した千葉支部に復帰する意向を示した。移籍に先駆けて松戸競輪場で練習を行っており、7月7日付けで8年ぶりに千葉支部に復帰した。
鍼灸師としては医院は設けておらず、往診のみで行っている。ほかにも、川上いちご（日本競輪選手養成所第130回選手候補生）の師匠ともなり指導を続けている。